# Syneora fractata
Syneora fractata är en fjärilsart som beskrevs av Walker 1862. Syneora fractata ingår i släktet Syneora och familjen mätare. Inga underarter finns listade i Catalogue of Life.